# Ustarbowo
Ustarbowo (dodatkowa nazwa w j. kaszub. Ùstarbòwò, kaszb. Ùstôrbòwò) – wieś kaszubska w Polsce położona w województwie pomorskim, w powiecie wejherowskim, w gminie Wejherowo.
Wieś szlachecka położona była w II połowie XVI wieku w powiecie puckim województwa pomorskiego. W latach 1975–1998 miejscowość położona była w województwie gdańskim.
Podczas zaboru pruskiego wieś nosiła nazwę niemiecką Ustarbau. Podczas okupacji niemieckiej nazwa Ustarbau w 1942 została przez nazistowskich propagandystów niemieckich (w ramach szerokiej akcji odkaszubiania i odpolszczania nazw niemieckiego lebensraumu) zweryfikowana jako zbyt kaszubska i przemianowana na nowo wymyśloną i bardziej niemiecką – Wusterbau.
Wieś posiada średnią infrastrukturę. Brak kanalizacji i gazu. Asfaltowa droga od strony Sopieszyna jest w dobrym stanie. Od października 2016 od Ustarbowa do Gowina prowadzi nowa droga asfaltowa, nazywana 'małą obwodnicą Wejherowa'. Bardzo fajna trasa łącząca Gowino z Sopieszynem przez Ustarbowo. Nie ma już także problemów z dojazdami zimą czy ze strony Sopieszyna, czy tym bardziej ze strony Gowina, gdyż codziennie jeżdżą tędy autobusy PKS oraz szkolne i droga od świtu jest odśnieżana.
Przystanek PKS w centrum Ustarbowa.
W centrum wsi sklep spożywczy ABC.

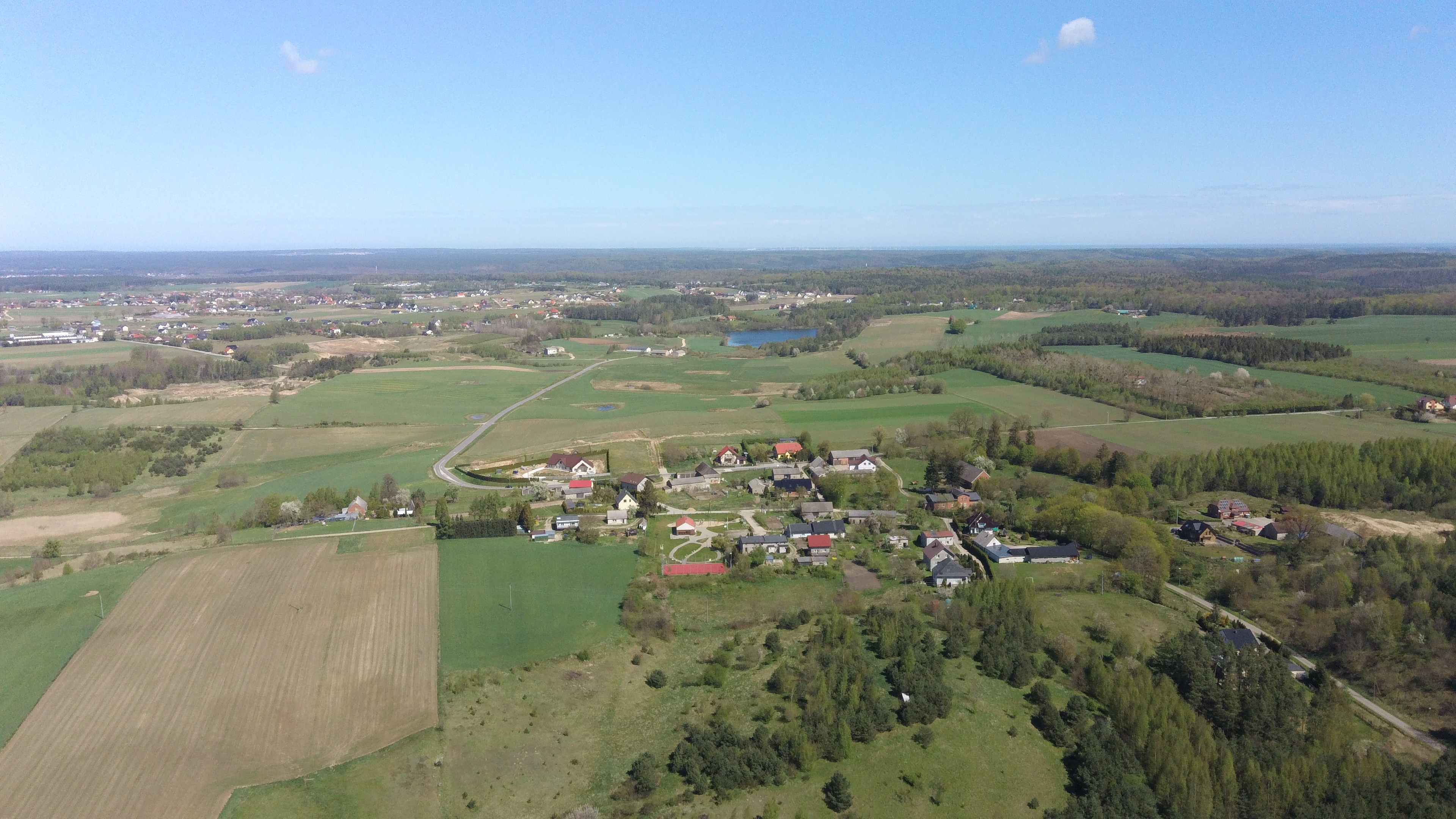
widok na wieś i Jezioro Ustarbowskie

W Ustarbowie do dyspozycji mieszkańców i gości jest nowa świetlica wiejska oraz plac zabaw i boisko wielofunkcyjne.
W pobliżu wsi znajduje się Jezioro Ustarbowskie.
Ludność miejscowości w latach:
- 1885 - 59 mieszkańców
- 1910 - 62 mieszkańców[8]
- 2002 - 213 mieszkańców
- 2005 - 243 mieszkańców
- 2012 - 255 mieszkańców
- 2014 - 261 mieszkańców
- 2022 - 271 mieszkańców[9]

## Ustarbowo w Słowniku Geograficznym Królestwa Polskiego
W 1893r. w Słowniku geograficznym Królestwa Polskiego tak pisano o Ustarbowie:

Ustarbowo 1.) niem. Ustarbau, dok. Ustirbow, w[ie]ś i młyn wodny na Kaszubach, pow. wejherowski, st[acja]. p[ocztowa]. Gniewowo, par[afia]. kat[olicka]. Luzin, st[acja] kol[ejowa] Wejherowo o 6 k[i]l[ometrów], odl[egła]; 121 ha (82 roli orn., 10 łąk, 5 lasu); 1885 r. 10 d[o]m[ów]., 10 dym. 59 m[iesz]k[ańców]., 33 kat[olików], 26 ew[angelików], z których na Ustarbowski Młyn nad Dąbrowską strugą przypada 17 m[iesz]k[ańców] i 2 d[o]m[y] (...)